# Odontomachus ruginodis
Espèce

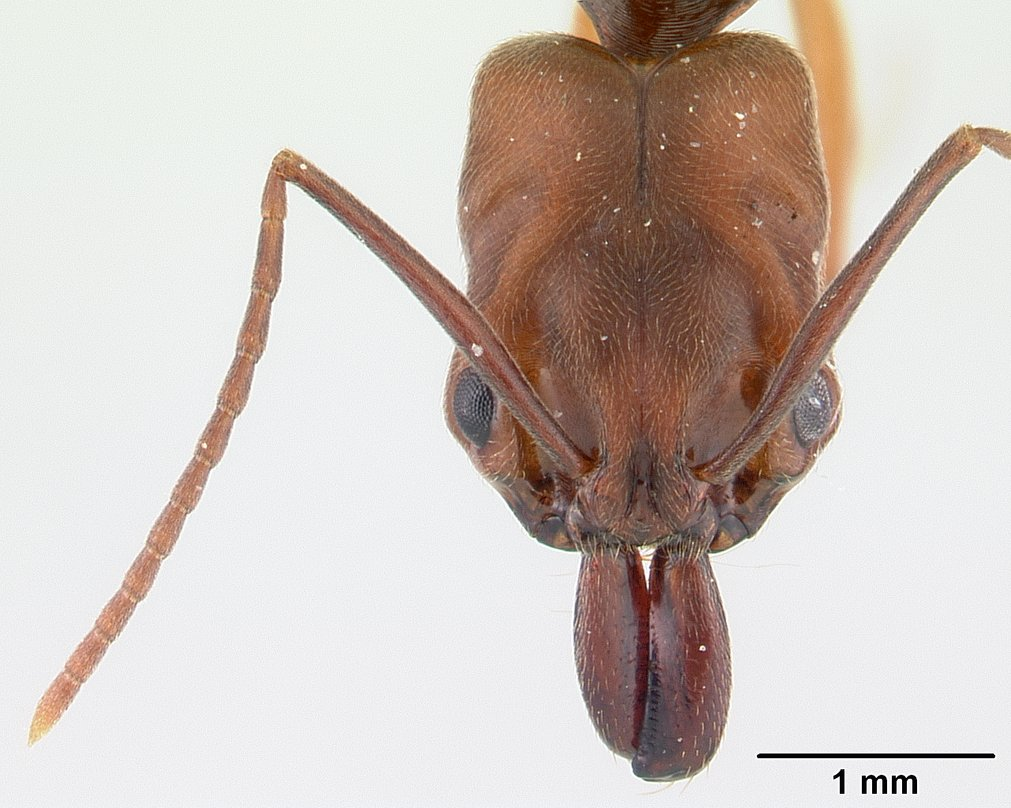
Fourmi serpentine à nœuds rugueux (tête).

Odontomachus ruginodis, aussi appelée Fourmi serpentine à nœud grossier, est une espèce de fourmis de la famille des Formicidae (sous-famille des Ponerinae).

## Systématique
Cette espèce a été initialement décrite par Marion Russell Smith (d) comme étant une variété de Odontomachus haematodus (sous le taxon Odontomachus haematodus var. ruginodis Smith, 1937) puis élevée au rang d'espèce par Wilson en 1964, puis considérée comme un synonyme de Odontomachus brunneus par Brown en 1976, avant d'être de nouveau considérée comme une espèce à part entière par Deyrup et al. en 1985. 

## Publication originale
- (en) M. R. Smith, « The Ants of Puerto Rico », The Journal of Agriculture of the University of Puerto Rico, Université de Porto Rico, vol. 20, no 4,‎ 1936, p. 819-875 (ISSN 0041-994X et 2308-1759, DOI 10.46429/JAUPR.V20I4.14357, lire en ligne).